# Festung Arabat
Die Festung Arabat (ukrainisch Арабатська фортеця; russisch Арабатская крепость; aus dem Arabischen Rabat – etwa „befestigter Platz“) ist die einzige tatarisch-türkische Festung an der Küste des Asowschen Meeres auf der ukrainischen Halbinsel Krim. Zusammen mit der Festung Perekop und der Festung Jenikale sollte sie die Krim vor feindlichen Angriffen aus dem Norden und Osten schützen.

## Geographie
Gebaut wurde die Festung zwei Kilometer nordwestlich des Dorfes Ak-Monai (Ак-Монай), dem heutigen Kamjanske (Кам'янське) in der Autonomen Republik Krim im Rajon Lenine am Beginn der Arabat-Nehrung zwischen dem Sywasch und der Arabat-Bucht.

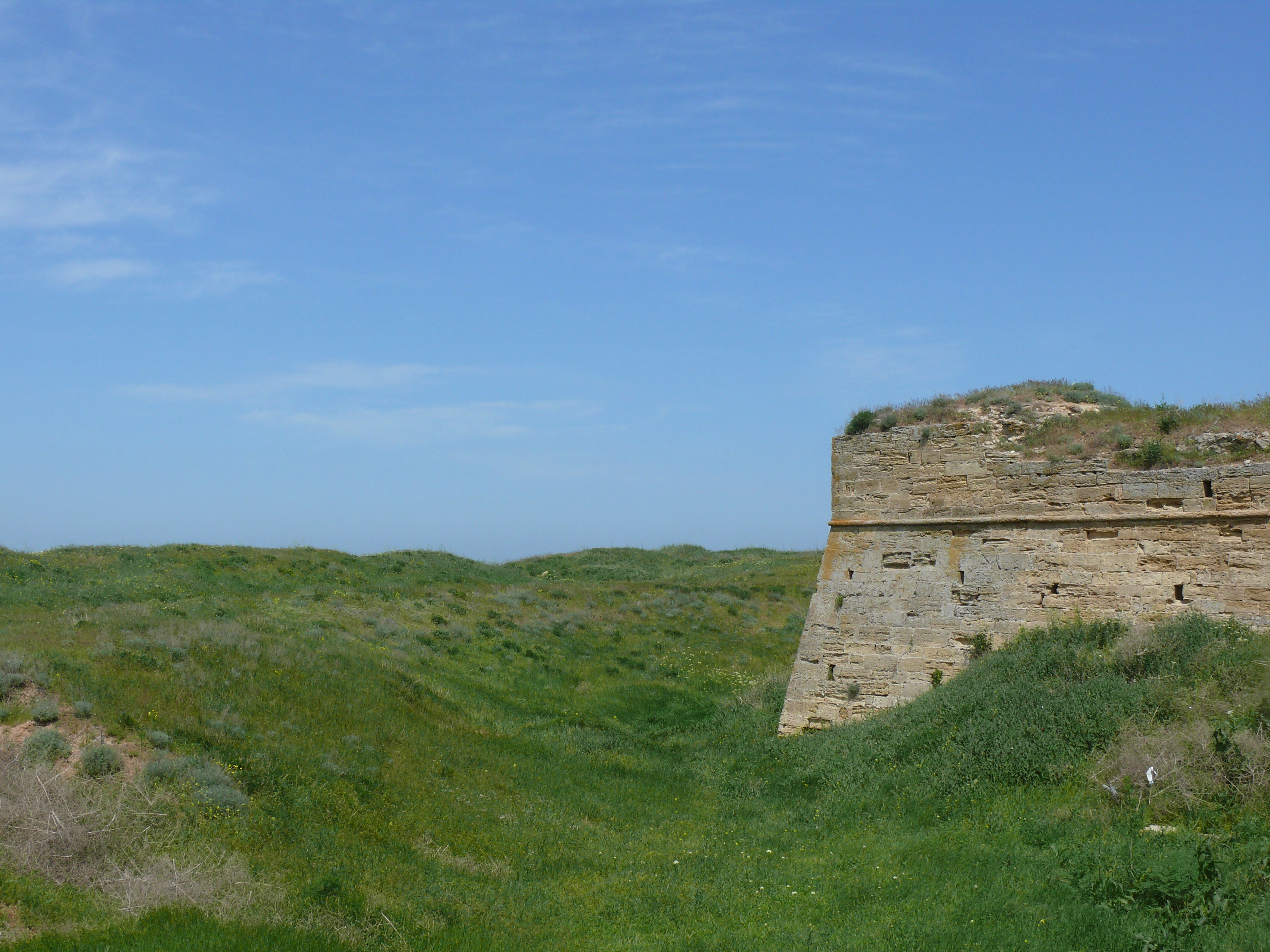
Eine Bastion der Festung Arabat

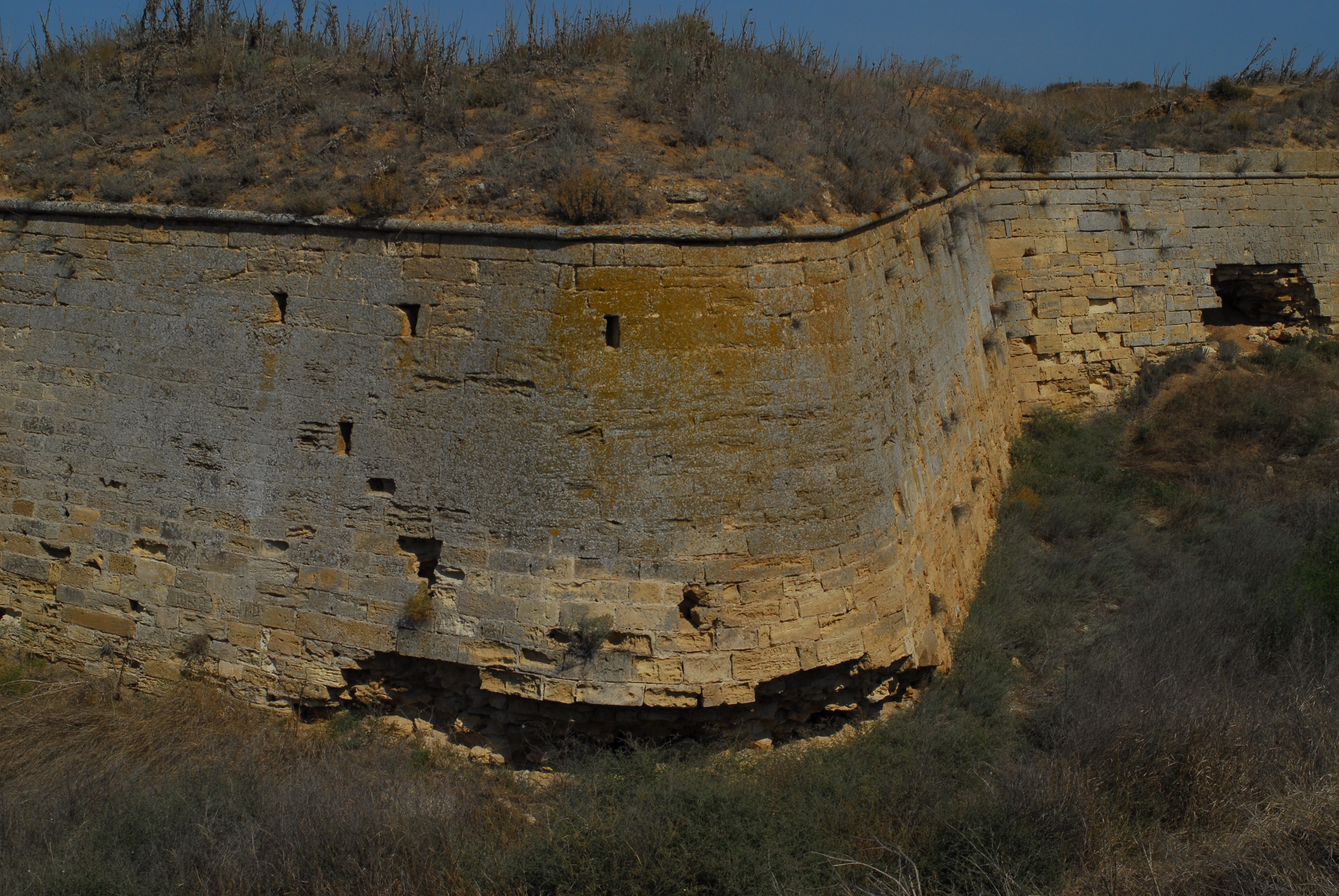
Eine Bastion an der Meerseite

## Beschreibung
Die Festung hatte die Form eines unregelmäßigen Vielecks mit leistungsstarken, drei Meter dicken Mauern, zwei Tore (Haupttor und Seetor), fünf Bastionen und tiefen Gräben, die den Komplex umgaben und vielleicht mit Meerwasser über einen Verbindungskanal gefüllt waren.

## Geschichte
Nach Pjotr I. Kjoppen existierte Arabat schon vor dem Aufkommen der Türken auf der Krim.
Erstmals erwähnt wurde die Festung im Jahre 1651 in dem Buch „Beschreibung der Ukraine“ des französischen Kartografen Guillaume le Vasseur de Beauplan. Der osmanische Schriftsteller Evliya Çelebi schrieb 1656 im fünften Band seines Reisebuches, dass die Festung vor den Kosaken und Kalmücken schützen sollte und beschrieb die Festung als „ein riesiges Gebäude mit einem Turm .. fest gebaut .. eine schöne und wunderbare Waffenkammer .. Schießscharten .. Turm mit einem gewölbten, mit Brettern abgedecktem Dach.“
1668 nahmen die Kosaken die Festung Arabat im Sturm und töteten alle, die dort waren.
Die Kosaken eroberten noch einmal 1737 die Festung und 1771 war die Festung nicht in der Lage, dem Angriff der russischen Armee standzuhalten und fiel erneut. Nach der Annexion der Krim durch Russland wurde in der Festung eine kleine Garnison stationiert, aber die Wände und Gebäude waren veraltet und verfallen. Im Krimkrieg von 1853 bis 1856 wurde die Festung modernisiert und um zwei Bataillone und 17 Kanonen verstärkt. So wurde die Landung feindlicher Truppen auf der Arabat-Nehrung verhindert und der Schiffsverkehr feindlicher Schiffe behindert. Nach dem Krimkrieg im Jahre 1856 wurde Arabat der städtische Status aberkannt.

## Nachweise
- Beschreibung der Festung Arabat in Meyers Konversations-Lexikon von 1888 und Brockhaus’ Konversationslexikon, 1902–1910
- Д.И. Яворницкий. Иван Дмитриевич Сирко, славный кошевой атаман войска запорожских низовых козаков. С.-Петербург, 1894.